# Al-Kahraba FC
Al-Kahraba Football Club (arab. نادي الكهرباء) – iracki klub piłkarski z dzielnicy Bagdadu - Al-Rusafa.

## Trenerzy
- Nabil Zaki (2001–2006)
- Adil Abdul-Ridha (2006)
- Nazar Ashraf (2006)
- Younis Abid Ali (2006–2007)
- Rajah Mohammed (2007)
- Basim Mohammed (2007)
- Nabil Zaki (2007)
- Shaker Mahmoud (2007–2008)
- Naem Saddam (2008)
- Sabah Abdul-Hassan (2008)
- Karim Farhan (2008)
- Shaker Mahmoud (2009–2011)
- Hassan Ahmed (2011–2013)

## Osiągnięcia
- 1. miejsce w drugiej lidze 2013-14